# Carex mckittrickensis
Carex mckittrickensis  là một loài thực vật có hoa trong họ Cói. Loài này được P.W.Ball mô tả khoa học đầu tiên năm 1998.